# Équipe cycliste BAI-Sicasal-Petro de Luanda
L'équipe cycliste BAI-Sicasal-Petro de Luanda est une équipe cycliste angolaise, créée en 2017. Elle court avec le statut d'équipe continentale entre 2019 et 2023 (à l'exception de la saison 2021).

## Principales victoires

### Championnats nationaux
- Championnats d'Angola sur route : 2
  - Course en ligne : 2022 (Bruno Araújo)
  - Contre-la-montre espoirs : 2023 (Hosana Gonçalves)

## Classements UCI
L'équipe participe aux épreuves des circuits continentaux et en particulier de l'UCI Africa Tour. Les tableaux ci-dessous présentent les classements de l'équipe sur les différents circuits, ainsi que son meilleur coureur au classement individuel.
UCI Africa Tour
| UCI Africa Tour | UCI Africa Tour        | UCI Africa Tour                           | UCI Africa Tour |
| Année           | Classement par équipes | Meilleur coureur au classement individuel |                 |
| --------------- | ---------------------- | ----------------------------------------- | --------------- |
| 2019            | 6e                     | Bruno Araújo (75e)                        |                 |
| 2020            | 5e                     | Dário António (23e)                       |                 |
| 2022            | 4e                     | Igor Silva (100e)                         |                 |
| 2023            | 3e                     | -                                         |                 |
|                 |                        |                                           |                 |
| Source : UCI    |                        |                                           |                 |

L'équipe est également classée au Classement mondial UCI qui prend en compte toutes les épreuves UCI et concerne toutes les équipes UCI.
| Classement mondial | Classement mondial     | Classement mondial                        | Classement mondial |
| Année              | Classement par équipes | Meilleur coureur au classement individuel |                    |
| ------------------ | ---------------------- | ----------------------------------------- | ------------------ |
| 2019               | -                      | Bruno Araújo (1356e)                      |                    |
| 2020               | 146e                   | Dário António (709e)                      |                    |
| 2022               | 191e                   | Igor Silva (1749e)                        |                    |
| 2023               | 173e                   | Igor Silva (2155e)                        |                    |
|                    |                        |                                           |                    |
| Source : UCI       |                        |                                           |                    |

## BAI-Sicasal-Petro de Luanda en 2023
| Cycliste              | Date de naissance | Nationalité | Équipe 2022                 |  |
| --------------------- | ----------------- | ----------- | --------------------------- |  |
| Bruno Araújo          | 7 janvier 1998    | Angola      | BAI-Sicasal-Petro de Luanda |  |
| Varskio Armando       | 17 juillet 2003   | Angola      | BAI-Sicasal-Petro de Luanda |  |
| Ribeiro Cando         | 8 avril 2003      | Angola      |                             |  |
| Mário Carvalho        | 22 janvier 1995   | Angola      | BAI-Sicasal-Petro de Luanda |  |
| José Cruz             | 13 mars 1986      | Angola      | BAI-Sicasal-Petro de Luanda |  |
| Edivaldo Ferrão       | 11 novembre 2002  | Angola      |                             |  |
| Hosana Gonçalves      | 7 octobre 2004    | Angola      |                             |  |
| José Manuel Gutiérrez | 4 mai 1988        | Espagne     | Team Novak                  |  |
| Mikel Mujika          | 20 août 1998      | Espagne     | BAI-Sicasal-Petro de Luanda |  |
| Daniel Paiva          | 11 novembre 1998  | Angola      | BAI-Sicasal-Petro de Luanda |  |
| Cristian Pérez        | 11 novembre 2002  | Cuba        | BAI-Sicasal-Petro de Luanda |  |
| Carlos Silva          | 8 avril 2003      | Angola      | BAI-Sicasal-Petro de Luanda |  |
| Igor Silva            | 22 octobre 1984   | Angola      | BAI-Sicasal-Petro de Luanda |  |
| Gorka Sorarrain       | 21 mai 1996       | Espagne     | Baqué Cycling Team          |  |
| Rodrigo Vieira        | 8 mai 2003        | Angola      |                             |  |